# Антуан Рішар
Антуан Рішар  (фр. Antoine Richard, 8 вересня 1960) — французький легкоатлет, олімпійський медаліст.

## Виступи на Олімпіадах
| Олімпіада         | Дисципліна              | Місце     |
| ----------------- | ----------------------- | --------- |
| Москва 1980       | біг на 100 метрів       | 5 h4 r2/4 |
| Москва 1980       | естафета 4 x 100 метрів | 3         |
| Лос-Анджелес 1984 | біг на 100 метрів       | 6 h4 r2/4 |
| Лос-Анджелес 1984 | естафета 4 x 100 метрів | 6         |